# Kathedraal van Clifton
De kathedraal van Clifton, ook wel de kathedraal van Sint-Pieter en Sint-Paulus (Engels: Cathedral Church of SS. Peter and Paul), is een rooms-katholieke kathedraal in Clifton, Bristol, Engeland.

## Geschiedenis

### Prokathedraal van de Heilige Apostelen
De kathedraal van Clifton heeft de eerdere prokathedraal van de Heilige Apostelen vervangen. Deze prokathedraal had nogal wat problemen gekend tijdens de bouw. Dit werd vooral veroorzaakt door het feit dat de kerk was gebouwd op een helling. In 1850 werd de half afgebouwde kerk de zetel van het bisdom, in afwachting van een betere kathedraal.

### Kathedraal van Clifton
In 1965 werd begonnen met het ontwerpen van een nieuwe kathedraal, die op een andere plek in Clifton gebouwd zou worden. De kathedraal werd ontworpen door de architecten R. Weeks, F.S. Jennett en A. Poremba. In maart 1970 werd begonnen met de bouw, die in mei 1973 werd afgerond. Op 29 juni van dat jaar, tijdens het hoogfeest van de Heilige Petrus en Paulus, werd de nieuwe kathedraal ingewijd en de oude prokathedraal gesloten. Sinds 2000 heeft de kathedraal de status van Grade II* listed building.